# Selaginella tyleri
Selaginella tyleri là một loài dương xỉ trong họ Selaginellaceae. Loài này được A.C. Sm. mô tả khoa học đầu tiên năm 1931.